# Spilogona nitidicauda
Spilogona nitidicauda är en tvåvingeart som först beskrevs av Johann Andreas Schnabl och Dziedzicki 1911.  Spilogona nitidicauda ingår i släktet Spilogona och familjen husflugor. Arten är reproducerande i Sverige. Inga underarter finns listade i Catalogue of Life.